# The Night the World Exploded
The Night the World Exploded ist ein amerikanischer Science-Fiction- und Katastrophenfilm von Fred F. Sears aus dem Jahr 1957.

## Handlung
Der Geologe Dr. Conway hat gemeinsam mit seiner wissenschaftlichen Assistentin Laura Hutchinson einen besonders leistungsstarken Seismographen entwickelt. Daher sind die beiden auch die ersten, die ein verheerendes Erdbeben voraussagen, das mehrere US-Bundesstaaten bedroht. Vergeblich warnen sie die Behörden, so dass das Beben viele Todesopfer fordert. Erst jetzt wird den beiden volle Aufmerksamkeit zuteil. Was sie jedoch zu verkünden haben, ist eine Hiobsbotschaft: Die Erdbeben werden sich auf die ganze Welt ausbreiten und an Intensität noch stark zunehmen.
Conway und Hutchinson, deren professionelles Arbeitsverhältnis durch ein Spannungsfeld gegenseitiger, jedoch verneinter Liebe erschwert wird, steigen in eine der tiefsten Höhlen Amerikas hinab, um der Ursache des Phänomens auf die Spur zu kommen. Sie nehmen dort seltsame, gesteinsartige Proben, die sich als hochgradig explosiv erweisen. Es handelt sich um ein bisher unbekanntes Element, dass mit dem in der Luft enthaltenen Stickstoff reagiert. Neutralisiert werden kann dieser Prozess durch Wasser. Conway und Hutchinson wird klar, dass durch weltweiten, gierigen Bergbau und unkontrollierte Ölbohrungen eine Erdschicht erreicht wurde, die dieses Element freigesetzt hat und nun zur Zerstörung der ganzen Welt zu führen droht.
Während die Erdbeben weltweit immer mehr zunehmen, arrangiert Conway trotz Bedenken seiner Vorgesetzten ein Treffen der führenden Wissenschaftler aller Staaten. Durch diese Allianz gelingt es, die Lösung für das Problem zu finden: In allen Erdbebenregionen werden Stollen, Tunnel und Höhlen mit Wasser geflutet. In wasserarmen Regionen schafft der Einsatz des weltweit vereinigten Militärs Abhilfe. Ausgerechnet in der Heimatregion Conways und Hutchinsons droht ein besonders starkes Vorkommen des unbekannten Elements eine katastrophale Explosion hervorzurufen, die die ganze Welt gefährdet. Doch auch dieses Problem können die beiden lösen. Ein in einem Vakuumbehälter isoliertes Stück des Elements wird zu einem nahegelegenen Staudamm transportiert und die kontrollierte Explosion des Staudamms flutet die unterirdischen Gefahrenherde und neutralisiert sie.
Conway und Hutchinson gestehen sich endlich ihre Liebe und küssen sich innig.

## Entstehung und Rezeption
Regisseur Sears, dessen Hollywoodkarriere als Schauspieler begann, drehte ab den frühen 1950er-Jahren verschiedene Kinofilme für seinerzeit populäre Genres, darunter auch das Science-Fiction-Genre. Sein ein Jahr zuvor entstandener Film Fliegende Untertassen greifen an (Earth vs. the Flying Saucers), an dem Ray Harryhausen maßgeblich mitwirkte, zählt zu seinen bekanntesten Produktionen und war seinerzeit auch international sehr erfolgreich. The Night the World Exploded wurde im Juni 1957 als Double Feature mit Sears’ Angriff der Riesenkralle (The Giant Claw) nachgeschoben. Der Film kam auch in einigen europäischen Staaten in die Kinos, nicht jedoch im deutschsprachigen Raum.
Die zeitgenössische Kritik zeigte sich wenig überzeugt. Die New York Times etwa meinte, dass der Film betont unbedarft sei, sowohl in Bezug auf die Inszenierung als auch die transportierten Botschaften.
Hauptdarstellerin Kathryn Grant wurde durch ihre Rolle im Filmklassiker Sindbads siebente Reise (The 7th Voyage of Sinbad) bekannt.